# Venda Sexy
Venda Sexy o la Discotéque va ser un centre de detenció i tortures de la Direcció d'Intel·ligència Nacional (DINA) a Xile.
Es tracta d'una casa de dos pisos i subterrani. D'acord amb el que alguns testimonis van assenyalar, el pis era de parquet, en el bany hi havia una finestra rodona i l'escala per al segon pis era de marbre. Està situat en el sector de Quilín, al carrer Aniran número 3037, en la intersecció amb carrer Els Plàtans en la comuna de Macul a Santiago de Xile. Va funcionar des de finals de 1974 i fins a mitjan 1975, en forma paral·lela a Villa Grimaldi.
Es va dir Venda Sexy perquè els detinguts romanien amb la vista embenada, mentre eren sotmesos a vexacions de tipus sexual pels guàrdies i agents de la DINA. També era anomenada "La Discothéque" per la música ambiental permanent que tenia.
Aquestc entre de detenció es va caracteritzar pel mètode de tortura que realitzaven, es van emfatitzar les vexacions de tipus sexual. Així es refereix l'Informe Valech:
| « | (castellà) Quienes estuvieron en la Venda Sexy denunciaron haber sido sometidos a interrogatorios y torturas que se desarrollaban en el subterráneo del inmueble. En este recinto se practicó con especial énfasis la tortura sexual. Eran frecuentes las vejaciones y violaciones sexuales de hombres y mujeres, para lo que también se valían de un perro adiestrado. | (català) Els que van estar a la Venda Sexy van denunciar haver estat sotmesos a interrogatoris i tortures que es desenvolupaven al subterrani de l'immoble. En aquest recinte es va practicar amb un èmfasi especial la tortura sexual. Eren freqüents les vexacions i violacions sexuals d'homes i dones, i per això també es valien d'un gos ensinistrat. | » |
| — | | |   |

La casa era utilitzada per un equip diferent del de Villa Grimaldi, perquè la manera d'operar era diferent; només es torturava en horari d'oficina i el menjar era millor que en els altres recintes.
Entre novembre i desembre de 1974 l'equip del centre va realitzar una gran quantitat de detencions de militants del MIR els que van ser reclosos en el recinte. La majoria d'ells es troben actualment desapareguts.

## Desapareguts
Algunes de les persones que van desaparèixer a "La Venda Sexy" van ser:
- Ida Vera Almarza
- Isidro Pizarro Meniconi
- Luis Mahuida Esquivel
- Antonio Soto Cerna
- Luis Gonzáles Mella
- Felix De la Jara Goyeneche
- Marta Neira Muñoz
- César Negrete Peña
- Mario Peña Solari
- Nilda Peña Solari
- Gerardo Silva Saldivar
- Renato Sepúlveda Gajardo
- María Joui Petersen
- Ida Vera Almarza
- Francisco Rozas Contador
- Jorge Eduardo Ortiz Moraga
- Jorge Herrera Cofré
- Ramón Labrador Urrutia
- Luis San Martín Vergara

En tots aquests casos, els testimonis confirmen haver vist per última vegada a aquestes persones en aquest centre de detenció.

## Violència política sexual
A Venda Sexy, els mètodes de tortura es diferenciaven d'altres recintes per l'èmfasi en les vexacions de tipus sexual. La violació de les detingudes i altres abusos sexuals de part de guàrdies i agents eren pràctica corrent. Encara que els detinguts homes també van ser víctimes de tals vexacions, es visibilitzà per les mateixes supervivents que aquesta pràctica de terrorisme d'Estat es va expressar de manera diferenciada i desigual sobre els cossos i sexualitats de les dones detingudes que van passar pel recinte.
Beatriz Bataszew (65), supervivent a l'excentre de tortura Venda Sexy, activista feminista i integrant del Col·lectiu de Dones Supervivents Sempre Resistents i de la Coordinadora Feminista 8M, ha dedicat gran part del seu activisme en la postdictadura per a visibilitzar la violència política sexual sobre les dones detingudes. Beatriz Bataszew ha assenyalat que:
| « | La violencia política sexual ha quedado en la más absoluta impunidad desde el Estado chileno y el aparato judicial. Esta forma de represión y crimen de Estado, sigue vigente en las detenciones a mujeres en periodo de democracia en manifestaciones y protestas. | » |

## Lluita per la recuperació de l'espai de Memòria
A partir d'un camí de reivindicacions per part del Col·lectiu de Dones Supervivents Sempre Resistents, els Supervivents de Bena Sexy i l'Associació de Memòria i DDHH Bena Sexy, es va aconseguir l'11 de maig de 2016 que l'excentre de tortura fos declarat Monument Històric per part del Consell de Monuments Nacionals. Malgrat això, el lloc continua en mans de privats malgrat ser declarat Monument Històric, és per això que el següent pas de les col·lectivitats ha estat exigir que l'Estat compri «Venda sexy» i ho posi com a lloc a la disposició de les organitzacions de memòria.
L'agost de 2019, sortí a la llum que el lloc de memòria hauria estat venut a una societat d'inversions immobiliàries en circumstàncies que, d'acord amb la Llei de Monuments Nacionals està prohibida la seva modificació o alteració. Aquella situació va generar una ràpida reacció de dones supervivents a Bena Sexy, organitzacions feministes i de DDHH.
Per mitjà de manifestacions s'ha mostrat el rebuig a aquesta venda encara en curs, i juntament amb això va sortir a la llum pública una declaració signada per més de 140 organitzacions, com ara el Col·lectiu de Dones Supervivents Sempre Resistents, Col·lectiva Cueca Sola, Col·lectiu 119 Familiars i Companys, Londres 38 espai de memòries, Col·lectiu Bulnes Intervingut, Dones de Plaza Ñuñoa, la Coordinadora Feminista 8M, entre d'altres.
En la declaració, les organitzacions manifestaren el següent:
| «                                                                                 | (castellà) Lo que hoy sucede con Venda Sexy es síntoma de una falta de políticas patrimoniales donde abunda la desmemoria de parte de todos los gobiernos civiles desde el fin de la dictadura. Nos enfrentamos a un contexto de escalada de la criminalización y la represión de las luchas sociales, de impunidad, de pactos de silencios y negacionismo histórico. La falta de justicia y reparación es una deuda sostenida durante todos estos años, particularmente hacia las mujeres desaparecidas, ejecutadas y sobrevivientes del terrorismo de Estado, pero nosotras sabemos que es también una deuda con la memoria histórica de todas las mujeres que lucharon contra la dictadura y siguen luchando hoy. | (català) El que avui passa amb Venda Sexy és símptoma d'una manca de polítiques patrimonials on abunda la desmemòria de part de tots els governs civils des del final de la dictadura. Ens enfrontem a un context d'escalada de la criminalització i la repressió de les lluites socials, d'impunitat, de pactes de silencis i de negacionisme històric. La manca de justícia i reparació és un deute sostingut durant tots aquests anys, particularment cap a les dones desaparegudes, executades i supervivents del terrorisme d'Estat, però sabem que també és un deute amb la memòria històrica de totes les dones que van lluitar contra la dictadura i continuen lluitant avui. | » |
| — Declaración ante venta del ex-centro de torturas Venda Sexy. 13 d'agost de 2019 | | |   |

## Resistència feminista per la memòria
El Col·lectiu de Dones Supervivents Sempre Resistents ha empès un èmfasi particular en aquest procés, on la memòria de les dones detingudes, executades, desaparegudes i supervivents ha estat posada en el centre de les accions. El desembre de 2016, Beatriz Bataszew va assenyalar:
| « | (castellà) Construir un espacio que visibilice y concatene las luchas pasadas, presentes y futuras de las mujeres, por la igualdad y contra todo tipo de violencias. Un lugar de memoria activa, una actualización permanente de nuevas luchas, por nuevos y mejores derechos para las mujeres. | (català) Construir un espai que visibilitzi i concateni les lluites passades, presents i futures de les dones, per la igualtat i contra tota mena de violències. Un lloc de memòria activa, una actualització permanent de noves lluites, per nous i millors drets per a les dones. | » |
| — | | |   |

De la mateixa manera, el setembre de 2018, dones i feministes de diverses edats van impulsar a Santiago la iniciativa Mes de Memòries de Rebel·lies Feministes per mitjà de discursos, accions i protestes en espais de memòria. En aquells dies van manifestar:
| « | (castellà) La violación sistemática de los derechos humanos no es cosa del pasado; se extiende desde la dictadura hasta el presente como elemento central de las transformaciones políticas del pacto transicional que hemos señalado: la negación acceso a derechos sociales básicos, el aniquilamiento de los territorios por el extractivismo, la violencia contra las comunidades en resistencia de wallmapu, la infancia encarcelada en sename. Estas y tantas otras obras son fruto de las distintas administraciones que se hicieron cargo de sostener ese pacto transicional que mantuvo los cambios instalados en dictadura, y de ese proceso fueron parte varios que hoy rasgan vestiduras por los dichos del ministro, pero que muy poco hicieron por restablecer los derechos y la dignidad del pueblo, cuando fueron gobierno. | (català) La violació sistemàtica dels drets humans no és cosa del passat; s'estén des de la dictadura fins al present com a element central de les transformacions polítiques del pacte transicional que hem assenyalat: la negació accés a drets socials bàsics, l'anihilament dels territoris per l'extractivisme, la violència contra les comunitats en resistència de wallmapu, la infància empresonada en sename. Aquestes i tantes altres obres són fruit de les diferents administracions que es van fer càrrec de sostenir aquest pacte transicional que va mantenir els canvis instal·lats en dictadura, i d'aquest procés van ser part diversos que avui esquincen vestidures per les dites del ministre, però que molt poc van fer per restablir els drets i la dignitat del poble, quan van ser govern. | » |
| — | | |   |